# Chirotica decorator
Chirotica decorator är en stekelart som först beskrevs av Charles Joseph de Villers 1789.  Chirotica decorator ingår i släktet Chirotica och familjen brokparasitsteklar. Inga underarter finns listade i Catalogue of Life.